# 미키 로케
미겔 "미키" 로케 파레로(스페인어: Miguel "Miki" Roqué Farrero, 1988년 7월 8일 ~ 2012년 6월 24일)는 스페인의 전 축구 수비수였다.
청소년 시절 UE 예이다에서 활약했으며, 17세에 리버풀 FC의 감독인 라파엘 베니테스의 눈길을 끌어 입단하였다. 이후 맨체스터 시티 FC와의 2006년 FA 유스컵 결승전에서 교체 출전해 팀이 우승을 차지하는 데 공헌했으며, 12월 5일 갈라타사라이 SK와의 2006-07 UEFA 챔피언스리그 조별 라운드 6차전 당시 사비 알론소와 교체되어 프로 무대에 데뷔하였다. 2006-07 시즌이 끝난 뒤 풋볼 리그 1의 올덤 애슬레틱 AFC로 임대되었으나 거의 출전 기회를 잡지 못했으며, 결국 2007-08 시즌 도중 다시 세군다 디비시온의 헤레스 CD로 임대되었으나 시즌이 끝날 때까지 단 1경기에 출전하는 부진을 거듭하였다. 그 뒤 2008-09 시즌을 앞두고 세군다 디비시온 B의 FC 카르타헤나로 임대되었으며, 인상적인 활약을 펼치며 팀이 2위로 세군다 디비시온으로 승격하는 데 기여했다.
그 뒤 2009년 6월 16일 리버풀 FC와의 4년 계약이 만료된 뒤 스페인으로 복귀해 레알 베티스 B에서 활약했으며, 2010-11 시즌에 레알 베티스 1군 명단에 포함되어 시즌 종료 때까지 12경기에 출전해 2골을 득점하면서 득점하면서 팀이 1위로 프리메라리가로 승격하는 데 공헌했다.
또한 2006년 스페인 U-19 국가대표팀에 정식으로 데뷔한 뒤, 2007년까지 총 3경기에 출전해 1골을 넣었다.
이후 2011년 3월 5일 등 부위 문제로 검진을 받던 도중 골반암 판정을 받았으며, 악성 종양 제거 수술을 받은 이후 은퇴를 선언하였다. 그 뒤 클럽은 로케의 치료 및 재활을 위해 팬들에게 손목밴드를 판매하는 자선 모금 행사를 개최하였지만, 2012년 6월 24일 1년여 동안 투병 생활을 한 끝에 바르셀로나의 한 병원에서 사망했다. 사망 이후 UEFA 유로 2012에 참가한 스페인 축구 국가대표팀 동료들을 포함한 다수의 축구 관계자들이 트위터를 통해 조의를 표했으며, 7월 1일 열린 UEFA 유로 2012 결승전 당시 선발 출전했던 페페 레이나는 로케의 이름이 적혀 있는 레알 베티스 유니폼을 입고 경기를 했다.
또한 레알 베티스는 그가 사용했던 번호인 26번을 영구 결번 처리하였다.